# 布氏歧鬚鮠
布氏歧鬚鮠，為輻鰭魚綱鯰形目倒立鯰科的其中一種，為熱帶淡水魚，被IUCN列為易危保育類動物，分布於非洲剛果河下游流域，體長可達15公分，棲息在底中層水域，以藻類為食，生活習性不明。